# Feria Internacional del Libro de Bogotá
La Feria Internacional del Libro de Bogotá (también conocida por sus siglas FILBo) es un evento en el que se reúnen expositores de la industria del libro provenientes de todo el mundo, pero principalmente de Iberoamérica, que se lleva a cabo anualmente en el centro de exposiciones Corferias en la ciudad de Bogotá, capital de Colombia. El evento está abierto para el público en general y es organizado conjuntamente por Corferias y la Cámara Colombiana del Libro.

## Historia
La primera Feria del Libro de Bogotá fue en 1988, en Corferias.
En el año 2007 se organizó la vigésima versión de la feria. Ese mismo año la ciudad de Bogotá fue nombrada Capital mundial del libro por la Unesco.
En 2011 se logró un nuevo récord de visitas a la feria, con Ecuador como invitado de honor y varios escritores presentando sus publicaciones, solo superado en 2015 cuando Macondo fue el invitado de honor, en homenaje a Gabriel García Márquez.
En el 2013, el invitado principal de la feria internacional del libro fue el país Portugal, en la cual se tuvo oportunidad de disfrutar conferencias sobre el autor José Saramago.
El 2014 tiene como invitado de honor a Perú, quien regaló a Bogotá una demostración gratuita y pública de música y danza folclórica en la Plaza de Bolívar, como abre bocas de la Feria Internacional del Libro y como homenaje póstumo al escritor y premio Nobel de Literatura de Colombia Gabriel García Márquez, escritor de la famosa obra Cien años de soledad, fallecido el 17 de abril de 2014.
En la feria del libro podemos encontrar las mayores obras del año, el país invitado cuenta generalmente con conferencistas en charlas abiertas al público y eventos de firmas de libros para los lectores. Se puede disfrutar de una muestra de comida típica Colombiana y en muchos locales de comida extranjera en la plazoleta de comidas del recinto ferial.

## Ediciones e invitado de honor
| Edición | Año  | Invitado de honor | Fecha inicio | Fecha final  |
| ------- | ---- | --- | ------------ | ------------ |
| 1a      | 1988 | Sin establecer | 29 de abril  | 9 de mayo    |
| 2a      | 1989 | Sin establecer | 28 de abril  | 9 de mayo    |
| 3a      | 1990 | Sin establecer | 27 de abril  | 8 de mayo    |
| 4a      | 1991 | Venezuela | 1 de mayo    | 14 de mayo   |
| 5a      | 1992 | España | 23 de abril  | 4 de mayo    |
| 6a      | 1993 | México | 21 de abril  | 3 de mayo    |
| 7a      | 1994 | Argentina | 20 de abril  | 2 de mayo    |
| 8a      | 1995 | Brasil | 27 de abril  | 8 de mayo    |
| 9a      | 1996 | Francia | 8 de mayo    | 20 de mayo   |
| 10a     | 1997 | Estados Unidos | 23 de abril  | 1 de mayo    |
| 11a     | 1998 | Alemania | 22 de abril  | 4 de mayo    |
| 12a     | 1999 | Reino Unido | 7 de abril   | 19 de abril  |
| 13a     | 2000 | Italia | 26 de abril  | 8 de mayo    |
| 14a     | 2001 | Centroamérica: Costa Rica El Salvador Guatemala Honduras Nicaragua Panamá | 25 de abril  | 7 de mayo    |
| 15a     | 2002 | Región Caribe: · Cuba · Jamaica · Puerto Rico · República Dominicana · Venezuela · Caribe Colombiano: · Bolívar · Cesar · Córdoba · La Guajira · Magdalena · San Andrés y Providencia · Sucre | 24 de abril  | 6 de mayo    |
| 16a     | 2003 | Países Bajos | 23 de abril  | 5 de mayo    |
| 17a     | 2004 | Perú | 16 de abril  | 3 de mayo    |
| 18a     | 2005 | China | 20 de abril  | 2 de mayo    |
| 19a     | 2006 | Capitales mundiales del libro: Madrid Alejandría Nueva Delhi Amberes Montreal Turín | 22 de abril  | 6 de mayo    |
| 20a     | 2007 | Chile | 22 de abril  | 7 de mayo    |
| 21a     | 2008 | Japón | 23 de abril  | 5 de mayo    |
| 22a     | 2009 | México | 12 de agosto | 23 de agosto |
| 23a     | 2010 | Departamento Bicentenario: · Boyacá | 11 de agosto | 23 de agosto |
| 24a     | 2011 | Ecuador | 4 de mayo    | 16 de mayo   |
| 25a     | 2012 | Brasil | 18 de abril  | 1 de mayo    |
| 26a     | 2013 | Portugal | 18 de abril  | 1 de mayo    |
| 27a     | 2014 | Perú | 29 de abril  | 12 de mayo   |
| 28a     | 2015 | Macondo | 21 de abril  | 4 de mayo    |
| 29a     | 2016 | Países Bajos | 19 de abril  | 2 de mayo    |
| 30a     | 2017 | Francia | 25 de abril  | 8 de mayo    |
| 31a     | 2018 | Argentina | 17 de abril  | 2 de mayo    |
| 32a     | 2019 | Colombia | 25 de abril  | 6 de mayo    |
| 33a     | 2020 | Países nórdicos: Dinamarca Finlandia Noruega Suecia Islandia | 21 de abril  | 5 de mayo    |
| 33a     | 2021 | Suecia | 6 de agosto  | 22 de agosto |
| 34a     | 2022 | República de Corea | 19 de abril  | 2 de mayo    |
| 35a     | 2023 | México | 18 de abril  | 2 de mayo    |
| 36a     | 2024 | Brasil | 17 de abril  | 2 de mayo    |
| 37a     | 2025 | España | 25 de abril  | 10 de mayo   |